# Nílton
Nílton Ferreira Junior (ur. 21 kwietnia 1987 w Barra do Garças) – brazylijski piłkarz występujący na pozycji pomocnika.

## Kariera piłkarska
Od 2005 roku występował w Corinthians Paulista, Bragantino, CR Vasco da Gama, Cruzeiro EC, SC Internacional i Vissel Kobe.